# Beaumont-lès-Randan
Beaumont-lès-Randan är en kommun i departementet Puy-de-Dôme i regionen Auvergne-Rhône-Alpes i centrala Frankrike. Kommunen ligger i kantonen Randan som tillhör arrondissementet Riom. År 2022 hade Beaumont-lès-Randan 315 invånare.

## Befolkningsutveckling
Antalet invånare i kommunen Beaumont-lès-Randan
| Referens: INSEE |